# Centrale idroelettrica Antonio Pitter
La centrale idroelettrica Antonio Pitter è un'ex centrale idroelettrica situata a Malnisio, nel comune di Montereale Valcellina, nell'ex provincia di Pordenone (Friuli-Venezia Giulia). In funzione dal 1903 al 1991, nel 2006 fu ristrutturata come sede espositiva e museale.

## Storia

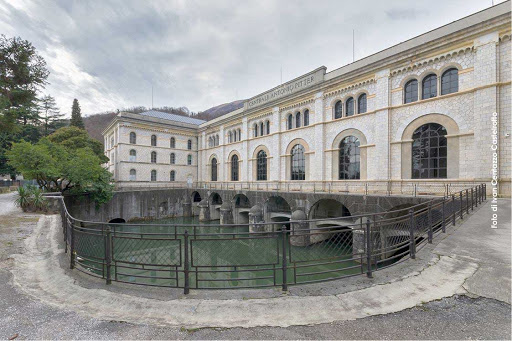
L'esterno della centrale

Un primo progetto di massima per lo sfruttamento a fini di produzione di energia elettrica delle acque del torrente Cellina fu redatto nel 1896 dall'ingegner Luigi Salice, e a nome di questi fu richiesta l'autorizzazione prefettizia da una società promotrice del progetto che negli anni successivi confluì, con l'apporto di capitali provenienti da Venezia, nella Società Italiana per l'utilizzazione delle forze idrauliche del Veneto, fondata nel 1900.
Prima di tre centrali (le altre sono la centrale di Giais e la centrale del "Partidor") fu costruita tra il 1900 e il 1905 nella località di Malnisio, su progetto di Aristide Zenari, ingegnere del Regio Genio Civile (per la parte civile ed idraulica) e dall'ingegner Antonio Pitter (per la parte elettrotecnica). Per la costruzione fu impiegata una forza lavoro di oltre duemila persone. Tra le opere collegate, ci furono una strada lunga circa dieci chilometri lungo il Cellina, una diga di sbarramento, un canale, una galleria di circa un chilometro e delle condotte forzate per il trasporto dell'acqua. All'epoca dell'inaugurazione, la centrale poteva vantare diversi primati: è stato il primo impianto trifase d'Italia, aveva la tensione di uscita più alta d'Europa, a 30 kV, ed era collegata alla linea elettrica più lunga del mondo, ben 87 km (fino a Venezia San Giobbe). Fu anche la seconda centrale al mondo per potenza installata, e quella dotata degli alternatori più potenti mai costruiti.
La centrale entrò in funzione nel 1905. Fu intitolata all'ingegner Antonio Pitter nel 1938, due anni dopo la sua morte. Fu dismessa nel 1988. Nel 2006 fu restaurato l'edificio principale e la centrale fu trasformata in un polo museale. È attualmente di proprietà del Comune di Montereale Valcellina ed è stata dichiarata bene di interesse culturale con decreto della Direzione Centrale per i beni culturali e paesaggistici del Friuli Venezia Giulia.

## Caratteristiche tecniche
La centrale sfruttava le acque del torrente Cellina che vi arrivavano attraverso delle condotte. Era dotata di quattro turbine Riva-Monneret tipo Francis accoppiate ai rispettivi alternatori Tecnomasio Italiano Brown-Boveri da 2.600 HP.
La corrente elettrica era generata alla tensione di 4.000 Volt e successivamente veniva elevata con due trasformatori monofase a 30.000 volt e, più tardi, a 60.000 volt.
La centrale era collegata a Venezia grazie a una linea di 87 chilometri in larice e ferro, per l'attraversamento del Piave. All'arrivo a Venezia era stato predisposto uno stabile per distribuire l'energia ai veneziani.

## Spazi ed eventi culturali

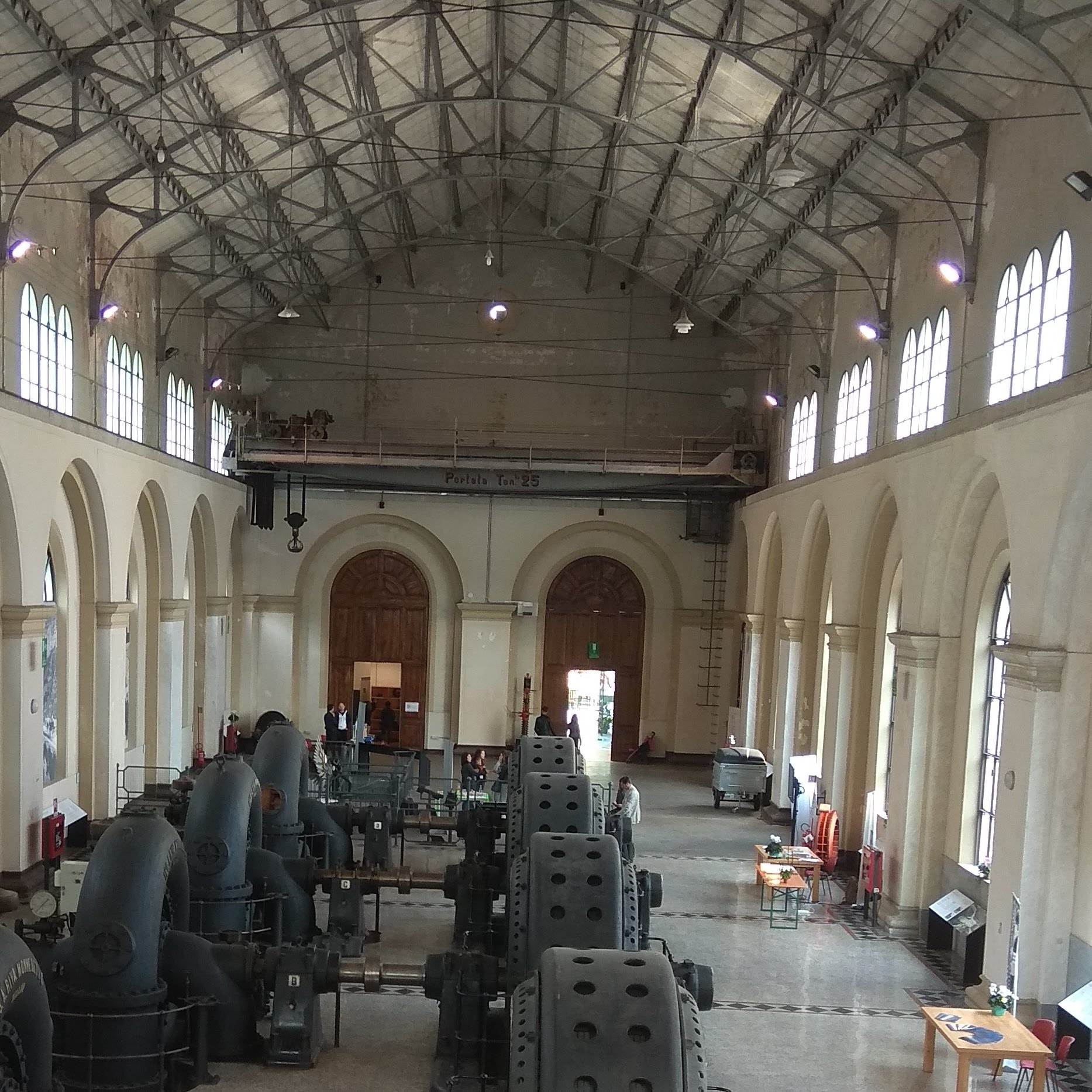
Sala principale della Centrale idroelettrica Antonio Pitter di Malnisio (Montereale Valcellina)

Tra il 2007 e il 2015 la centrale ospitò una sede del Science Centre Immaginario Scientifico, centro per la divulgazione scientifica caratterizzato da spazi multimediali, immersivi e coinvolgenti.
Nel 2017, nel 2018, nel 2019 e nel 2021 furono organizzate presso la centrale quattro edizioni del Malnisio Science Festival, primo festival friulano dedicato alla scienza.
L'auditorium ricavato in una delle sale della centrale è utilizzato a volte per spettacoli teatrali e musicali.